# Majo no takkyūbin (film, 2014)
Pour plus de détails, voir Fiche technique et Distribution.
Majo no takkyūbin (魔女の宅急便) est un film japonais réalisé par Takashi Shimizu, sorti en 2014. Il s'agit de la seconde adaptation au cinéma du roman Kiki la petite sorcière après le film d'animation de Hayao Miyazaki, cette fois-ci en prises de vue réelles.

## Fiche technique
- Titre : Majo no takkyūbin (魔女の宅急便?)
- Réalisation : Takashi Shimizu
- Scénario : Satoko Okudera et Takashi Shimizu d'après le roman Kiki la petite sorcière d'Eiko Kadono
- Musique : Tarō Iwashiro
- Photographie : Sōhei Tanikawa
- Montage : Ayumu Takahashi
- Production : Akira Morishige
- Société de production : Being, D.N. Dream Partners, Edko Films, Kadokawa, Kinoshita Komuten, Kodama Printing, Nippon Television Network, Oricon, Studio3, The Yomiuri Shimbun, Toei Company et Yomiuri Telecasting Corporation
- Société de distribution : Toei Company (Japon)
- Pays :  Japon et  Chine
- Genre : Aventure, comédie, fantasy
- Durée : 108 minutes[1]
- Dates de sortie : 
  - Japon : 1er mars 2014[1]

## Distribution
- Tadanobu Asano : Ishi
- Machiko Ono : Osono
- Rie Miyazawa : la mère de Kiki
- Minako Kotobuki : Jiji le chat noir (voix)
- Fūka Koshiba : Kiki
- Yō Yoshida : Sumire

## Box-office
Le film a rapporté 1,2 million de dollars au box-office